# ヴィオラ協奏曲 (バルトーク)
バルトーク・ベーラ作曲のヴィオラ協奏曲 Sz120は、名ヴィオラ奏者ウィリアム・プリムローズにより依頼されたバルトーク唯一のヴィオラ協奏曲である。しかしバルトークが草稿段階で他界してしまったため、ハンガリー出身の作曲家シェルイ・ティボールにより補筆・完成された。初演は依頼者のプリムローズによりなされている。批判は多いものの、現在でも基本的にはこのシェルイによる補筆完成版に準拠した版が基準となっている。

## 作曲の背景
「弦楽器と打楽器とチェレスタのための音楽」・「弦楽四重奏曲第6番」などの名作を作曲したバルトークは、1940年にナチスの脅威を感じ、故国ハンガリーを離れ、不本意ながらもアメリカに移住する。慣れないアメリカ暮らしにより一時期創作意欲を落としたバルトークは、白血病により体調を崩したためもあり、アメリカでは1945年に亡くなるまでに、この「ヴィオラ協奏曲」を含めわずか4曲しか作曲していない。有名な「管弦楽のための協奏曲」（1943年）、メニューインに依頼された「無伴奏ヴァイオリン・ソナタ」（1944年）、同様に未完成の遺作となった「ピアノ協奏曲第3番」、この「ヴィオラ協奏曲」の4曲である。
「ピアノ協奏曲3番」は最後の17小節のオーケストレーションのみが未完であったために問題はなかったが、この「ヴィオラ協奏曲」はヴィオラ独奏部分はほとんど完成していたものの、オーケストレーションに関しては部分的な指示しか遺されておらず、シェルイの補筆作業は困難を極めた。ようやく初演がなされたのは作曲者の没後約4年を経た1949年のことであった。

## シェルイ補筆版

### 補筆作業
シェルイによると草稿は「ページも打っていない、楽章の順序もわからないまま五線紙に書き付けられ、修正箇所はそのまま削除されずに残され、音符の判読さえままならない」状態であったという。バルトークがプリムローズに宛てた手紙に、オーケストレーションは「かなり平明なものに、ヴァイオリン協奏曲のそれよりも平明なものにするつもりだ」と書いてあることを参考にシェルイは補筆作業を完成させた。しかし、シェルイ版はあまりにオーケストレーションが薄すぎるという批判がある。
なお、シェルイはこの曲を完成させる16年前に自身のヴィオラ協奏曲を作曲している。

### 初演
1949年12月2日、ミネソタ大学において、ウィリアム・プリムローズのヴィオラ、 アンタル・ドラティ指揮ミネアポリス交響楽団による。

### 楽器編成
独奏ヴィオラ、ピッコロ（フルート持ち替え）、フルート2、オーボエ2、クラリネット2、ファゴット2、ホルン3、トランペット3、トロンボーン2、チューバ、ティンパニ、大太鼓、小太鼓、シンバル（大・小）、弦五部
以上のうちトロンボーンとチューバは省略可。
下記のペーテル・バルトーク版の編成は、
独奏ヴィオラ、フルート2、オーボエ2（第二奏者はイングリッシュホルンと持ち替え）、クラリネット2、ファゴット2（第二奏者はコントラファゴットと持ち替え）、テナートロンボーン、バストロンボーン、チューバ、ティンパニ、打楽器2、弦五部。

### 構成
- 第1楽章　Moderato - Lento parlando（約13分）
- 第2楽章　Adagio religioso - Allegretto（約4分）
- 第3楽章　Allegro vivace（約4分）

### 解説
緩やかな第1・2楽章がやや統一された雰囲気を持つのに対し、テンポの速い第3楽章は非常に短く、特に終了間際の展開は不自然とも指摘される。補筆がままならないほど未完に終わったのが原因の可能性もあるが、巧みな楽曲構成を用いることが多かったバルトークの作品としては異質である。
それにもかかわらず、優美な曲調やヴィオラの技巧を駆使した活躍により、独奏ヴィオラ奏者には必須とも言える重要なレパートリーになっている。録音も多い。

## 他の補筆版
シェルイ補筆版には上記のような批判があるため、ペーテル・バルトーク（作曲者の息子）とネルソン・デッラマッジョーレ（音楽学者）、ポール・ニューバウアー（元ニューヨーク・フィル首席ヴィオラ奏者）によって補筆された版が1995年に完成し、後にCsaba Erdélyiにより改訂された。近年ではそれによる録音も登場している。編成は一部異なるものの、全体的な構成などは大きく異なるものではない。